# 董榕
董榕（1711年—1760年），字念青，号恒岩。直隸遵化州豐潤縣（今屬河北）人，清朝政治人物。
康熙五十年辛卯（1711）出生，雍正十三年拔贡，乾隆元年任河南巩县、孟津知縣，乾隆四年官济源知縣，七年官新野知縣，八年為夏邑知县。乾隆十一年，授陈州通判，十二年官郑州知州，乾隆十五年七月，授許州知州。乾隆十六年，官金華、南昌知府。乾隆二十年，任九江知府、分巡吉南贛寧道兼水利道摄赣关事。為官有惠政。乾隆二十五年，後母死，哀毁过度，扶櫬返鄉，是年四月二十七日失足墜江死。有传奇《芝龕記》传世。另著有《庚洋集》、《庚溪集》、《詩意集》、《繁露樓集》、《周子全書》及《浭洋詩集》等。